# Veľká Franková
Veľká Franková es un municipio del distrito de Kežmarok en la región de Prešov, Eslovaquia, con una población estimada a final del año 2024 de 333 habitantes.
Se encuentra ubicado al noroeste de la región, cerca del río Poprad (cuenca hidrográfica del río Vístula) y de la frontera con Polonia.

## Demografía
| Año        | 1994 | 2004    | 2014    | 2024    |
| ---------- | ---- | ------- | ------- | ------- |
| Población  | 354  | 378     | 351     | 333     |
| Diferencia |      | +6,77 % | −7,14 % | −5,12 % |

| Año        | 2023 | 2024    |
| ---------- | ---- | ------- |
| Población  | 335  | 333     |
| Diferencia |      | −0,59 % |